# 청주 모충동 석조비로자나불좌상
청주 모충동 석조비로자나불좌상(淸州 慕忠洞 石造毘盧遮那佛坐像)은 충청북도 청주시 서원구 모충동, 청화사지에 있는 고려시대의 불상이다. 2010년 7월 23일 충청북도의 유형문화재 제316호로 지정되었다.

## 개요
청화사는 도심 속의 산속에 자리 잡은 작은 사찰로 1940년에 창건되었다. 이전에는 정면 3칸, 측면 2칸의 법당과 그 옆에 요사채의 건물이 있었으며, 법당 뒤로 2개의 보호각을 지어 각각 동종과 석조비로자나불좌상을 안치하고 있었다.
그러나 2002년 화재로 법당은 전소되어 현재는 중건되지 못하고 있으며, 불상만 인근 봉사자들에 의해서 관리되고 있다. 불상은 노천의 보호각 안에 봉안되어 있고, 사찰 건물로는 삼성각 등이 보존되고 있다.
이 불상은 일제강점기에 청주시 대성동 당산공원의 일본인 신사 터에 옮겨졌다가 해방 이후 구 청화사로 이전 봉안하였다고 전해지는데, 원래의 위치는 알 수 없으며, 고문헌기록도 전해지지 않고 있어 불상의 출처와 내력을 전혀 알 수 없다.
청화사 자리도 옛 절터는 아닌 것으로 보아 청주 우암산 인근의 절터에서 당산공원으로 옮겨졌다가 다시 지금의 자리로 옮겨 봉안된 것으로 추정된다.
실측치는 全高 121cm, 寶冠高 16cm, 頭高 30cm, 頭幅 17cm, 身高 44cm, 肩幅 32cm, 膝幅 48cm, 臺座高 21cm, 臺座幅 60cm, 光背幅 12cm이다.
이 석조비로자나불좌상은 불신과 광배, 대좌가 一石으로 조성되어 있다. 머리에 쓰고 있는 삼면보관이 매우 특이하며 常好는 긴 편이다. 목에는 가늘게 조각된 三道가 뚜렷하고, 法衣는 通肩에 衣紋은 左右對稱을 이루었다. 手印은 智拳印이며 結跏趺坐를 하고 있는 것으로 보이나 무릎 부분이 파손되어 보이지 않는다. 光背는 擧身光背로서 바깥에는 화염문이 나타나 있고 身光과 頭光이 별개로 표현되었으나 윗부분이 균열이 있다.
대좌는 원형의 仰蓮臺座로서 상대석으로 추정되며 하대석과 중대석이 결실되어 있고 원위치와 유래를 알 수 없으나 전체적으로 조각수법이 우수하고 보존상태가 양호한 편이다.

## 참고 자료
- 청주 모충동 석조비로자나불좌상 - 국가유산청 국가유산포털